# Johannes Marré
Johannes Marré (* 7. Januar 1921 in Buschhausen; † 2. Juli 2015 in Bonn) war ein deutscher Diplomat.

## Leben
Jahrgang 1921, geboren und aufgewachsen in Buschhausen bei Sterkrade im Rheinland, gehörte Johannes Marré zu der Generation junger Männer, die mehr als sechs Jahre ihres Lebens durch Arbeitsdienst und Einsatz im Zweiten Weltkrieg verloren. Versehen mit dem „Notabitur“ trat er im April 1939 den Arbeitsdienst an und wurde im Anschluss in die Wehrmacht eingezogen. Seine Einsätze führten ihn nach Frankreich, Russland, Österreich und Italien. Seinen Kriegseinsatz beendete er im Rang eines Oberleutnants und Kompaniechefs.
Nach dem Studium (Romanistik) in Göttingen sowie einem Stipendien-Semester an der Sorbonne in Paris und einer kurzen Station als Lehramtstreferendar trat Marré 1952 in den Auswärtigen Dienst ein und absolvierte als Angehöriger der 4. Crew den Lehrgang für den höheren Dienst in Speyer. Er war unter anderem in Schweden, Kolumbien, Guatemala und Mexiko stationiert. Von 1973 bis 1979 leitete er eines der beiden Lateinamerika-Referate im Auswärtigen Amt.
Von 1979 bis zu seiner Pensionierung im Januar 1986 war er als deutscher Botschafter in Montevideo akkreditiert. Die meisten Jahre davon fielen in die Zeit der zivil-militärischen Diktatur; in dieser Zeit machte sich Marré einen Namen als Verfechter von Demokratie und Menschenrechten. 1985 konnte er die Rückkehr des Landes zur Demokratie und die Wahl von Julio María Sanguinetti – zu dem er während dessen Zeit als Oppositionspolitiker enge Kontakte gehalten hatte – zum ersten demokratisch gewählten Präsidenten nach der Diktatur erleben.
Ende 1987 wurde Marré vom damaligen Außenminister Genscher mit der Leitung einer Sachverständigendelegation Colonia Dignidad betraut. Sie hatte den Auftrag, über Gespräche mit deutschen Staatsangehörigen Klarheit über die Verhältnisse in der in Chile gelegenen Siedlung zu erhalten, nachdem in der deutschen Öffentlichkeit verstärkt Anschuldigungen über dort begangene Menschenrechtsverletzungen erhoben wurden.
Von 1991 bis 1995 wirkte er als Präsident des Ibero-Club Bonn e. V., dessen Ehrenpräsident er war.
Verheiratet mit Inger (geb. Andersson, † 3. März 2012 in Bonn), hatten sie drei Kinder.

## Ehrungen
Als Soldat wurde Marré mit dem Eisernen Kreuz Erster und Zweiter Klasse ausgezeichnet.
1956: Ritter des königlichen Vasa-Ordens (Schweden), 1961: Orden de Boyacá (Kolumbien), 1963: Orden vom Quetzal (Guatemala), 1981: Bundesverdienstkreuz 1. Klasse, 1985: Großes Verdienstkreuz.

## Publikationen
- Johannes Marré, Karl-Günther von Hase (Hrsg.): Ministerialdirigent a.D. Dr. h.c. Edmund F. Dräcker. Leben und Werk. Vom kaiserlichen Vizekonsul zum indischen Guru. Eine Dokumentation. 2. (immer noch unvollendete) Auflage. Wissenschaftliche Verlags-Anstalt zur Pflege Deutschen Sinngutes, Baden-Baden 2000, ISBN 3-7890-6950-7 (Beiträge zur Popularisierung deutscher Behörden. Reihe A: Das Auswärtige Amt 4d, Herausragende Angehörige des Auswärtigen Dienstes 2).[6][7]